# Rudolf Breinbauer
Rudolf Breinbauer (* 13. April 1888 in Ottensheim; † 13. November 1973 ebenda) war ein österreichischer Holzschnitzer und Bootsbauer.
Er entstammte der oberösterreichischen Orgelbauerfamilie Breinbauer in dritter Generation, bekannt geworden ist er aber insbesondere auch als Pionier des österreichischen Kajakbaues.

## Leben
Rudolf Breinbauer war der zweite Sohn des Leopold Breinbauer senior (1859–1920) und der Franziska Breinbauer geb. Moser (1859–1950) und hatte noch sechs Schwestern. Sein Bruder Leopold Breinbauer jun. (1886–1920) war ausgebildeter Musiker, Rudolf war der Künstler der Familie Breinbauer. Er sollte die künstlerische Gestaltung und die Bildhauerarbeiten übernehmen und besuchte daher die Staatsgewerbeschule (für bildende Kunst) in der Goethestraße in Linz, anschließend die Bildhauerschule in Hallstatt. Dann ging er auf Wanderschaft bis nach Mecklenburg, wo er bei namhaften Bildhauern seine Kenntnisse vervollkommnen konnte.
Nach Beendigung seiner Ausbildung war er im elterlichen Betrieb als Bildhauer tätig und nahm auch noch zusätzlich Fremdaufträge an. Viele Orgeln sind von ihm künstlerisch gestaltet und verziert worden. Auch viele Altäre wurden von ihm mit Bildhauerarbeiten bestückt. In der Ottensheimer Pfarrkirche gestaltete er Statuen und Reliefs an den Seitenaltären und der Kanzel. In der Kurhalle von Bad Hall kann man noch heute eine lebensgroße Statue des Herzogs Tassilo III. besichtigen. Sein Stil ist in der Neugotik verhaftet, wie auch die Breinbauerschen Orgeln dieser Zeit.
Im Jahre 1914 wurden Leopold jun. und Rudolf zum Kriegsdienst an die Südfront eingezogen. Gegen Ende des Krieges kamen beide in italienische Gefangenschaft. Erst 1919 wurden sie freigelassen. Rudolf kam nach 15 Monaten Abwesenheit und 11 Monaten Gefangenschaft in Italien am 6. Oktober 1919 wieder zurück nach Ottensheim. Bruder Leopold kehrte geschwächt und krank zurück und starb Jänner 1920, und im April desselben Jahres auch sein Vater.
Anfangs versuchte Rudolf Breinbauer, das Unternehmen alleine fortzubetreiben, führte noch offene Restarbeiten aus, übergab den Betrieb aber 1921 an die Orgelbauanstalt Wilhelm Zika. Er versuchte sich kurz als Möbeltischler, dann spezialisierte er sich aber auf den Bau von Sportbooten, insbesondere Kajaks, und konnte damit internationale Erfolge verzeichnen.
Am 3. Oktober 1922 heiratete er Paula Eidlhuber (Tochter der Ottensheimer Wirtsfamilie Riener-Eidlhuber) in der Kirche am Pöstlingberg. Aus dieser Ehe entsprangen zwei Kinder, Walter (* 24. Dezember 1924) und Margareta (* 28. Juli 1930). Sohn Walter wurde nach der Matura zum Kriegsdienst eingezogen. Er diente als Leutnant der Infanterie an der Westfront und fiel zu Ende des Zweiten Weltkrieges am 25. Februar 1945 in Luxemburg. Am Militärfriedhof Sandweiler liegt er begraben.
In den Jahren nach 1945 war Rudolf Breinbauer auch als Gemeinderat tätig. 1961 schloss er den Bootsbaubetrieb aus Altersgründen und verstarb 1973 in Ottensheim.

## Bootsbauwerkstätte
Schon um ab 1907 begann Rudolf mit dem Bau von Wasserfahrzeugen. Seine erste Ausfahrt in einem selber konstruierten Kajak unternahm er am 12. Juni 1913. In vielen Publikationen wird er als „Pionier des österreichischen Kajakbaues“ bezeichnet. Er spezialisierte sich auf den Bau von Kajaks und Ruderbooten, fertigte aber auch einige Motor- und Segelboote. Bei der Olympiade 1936 errangen Kainz/Dorfner auf einem Breinbauer-Kajak die Goldmedaille im Zweier-Kajak (1000 m), die erste überhaupt vergebene dieser Disziplin. Mit seinem Erfolgsmodell Elfi II soll Edi Hans Pawlata aus Wien als erstem Mitteleuropäer das „Kentern und Wiederaufrichten“ (die Eskimorolle) gelungen sein. Nicht nur in Österreich wurde seine Qualität geschätzt, er lieferte auch Boote unter anderem nach Deutschland, Ungarn, CSSR und sogar Argentinien.
Die Bootbauerei Rud. Breinbauer verließen in den Jahren 1922–61 über 1000 Boote. Aus Ermangelung eines Nachfolgers wurde die Bootbauerwerkstätte 1961 geschlossen.